# 櫟山站
櫟山站（日语：／ Kunugiyama eki */?）是位於日本千葉縣鎌谷市櫟山，屬於京成電鐵松戶線的鐵路車站。車站編號是KS80。

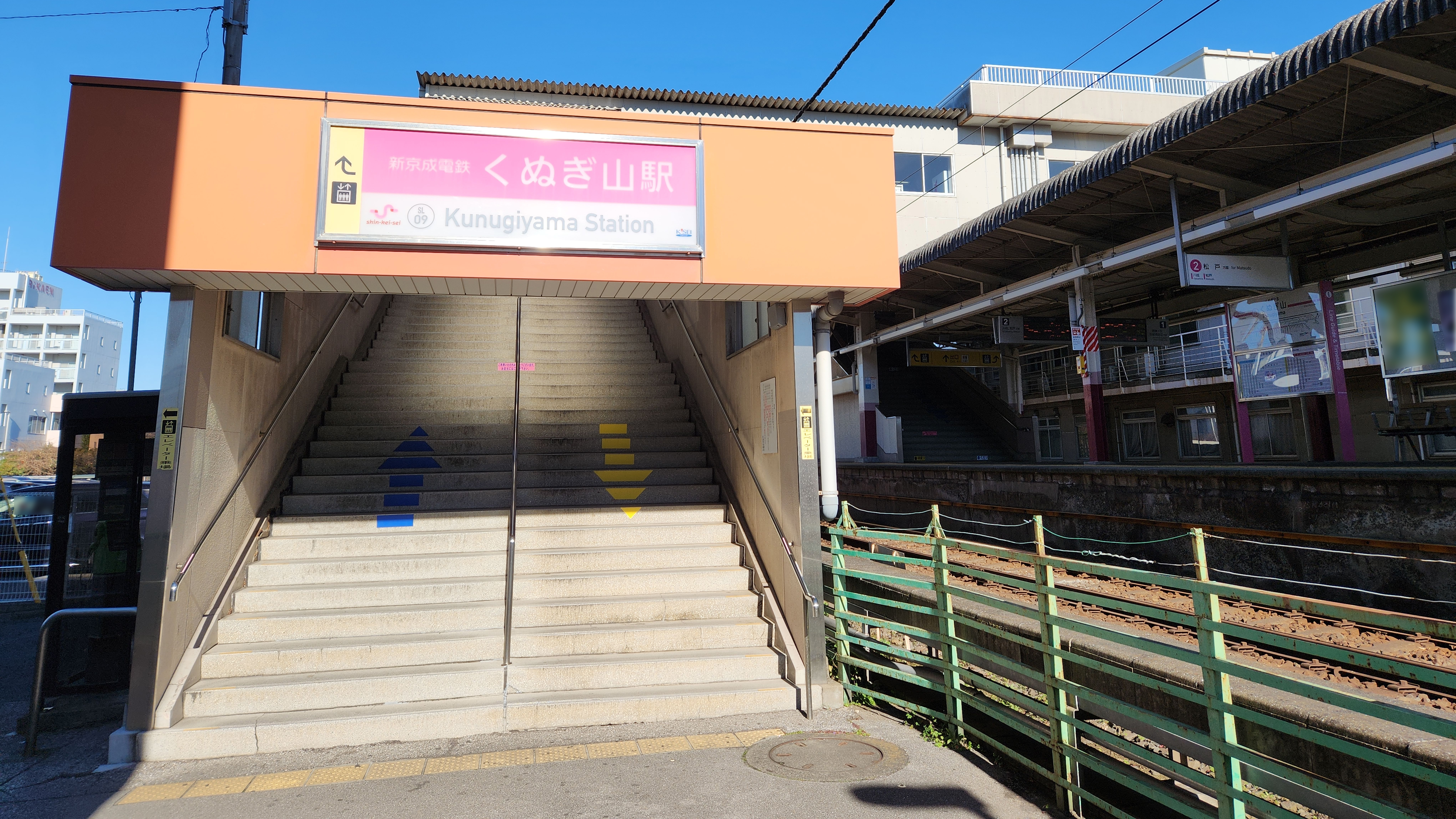
西口(2023年1月)

## 歷史
- 1955年（昭和30年）4月21日：開業。
- 2008年（平成20年）3月21日：此日的始發起啟用升降機。

## 車站結構
本站為島式月台1面2線的地面車站，並設有跨站式站房。

### 月台配置
| 月台 | 路線   | 方向 | 目的地                                           |
| ---- | ------ | ---- | ------------------------------------------------ |
| 1    | 松戶線 | 下行 | 新鎌谷、北習志野、新津田沼、京成津田沼、千葉方向 |
| 2    | 松戶線 | 上行 | 八柱、松戶方向                                   |

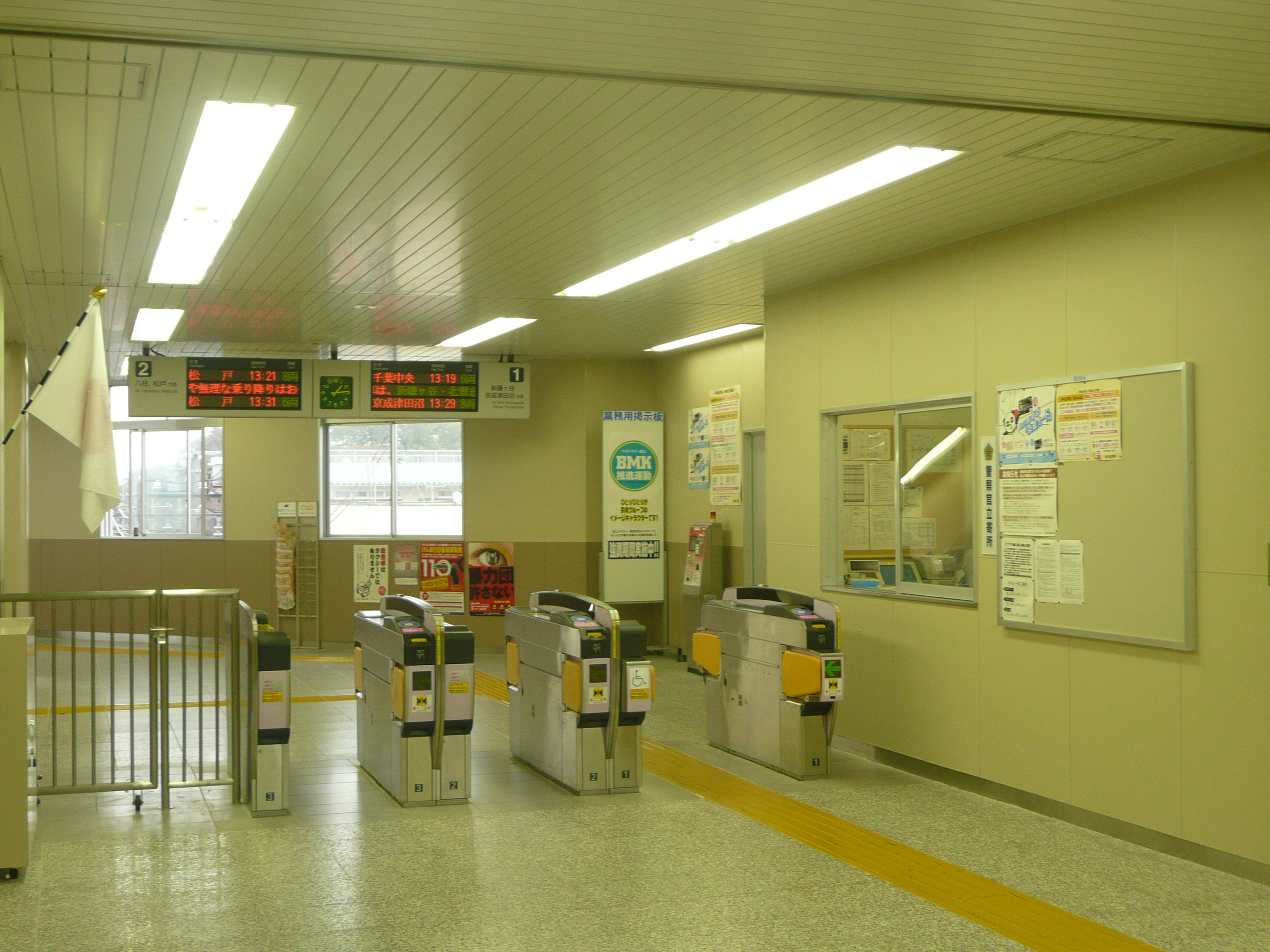
驗票閘口（2008年11）
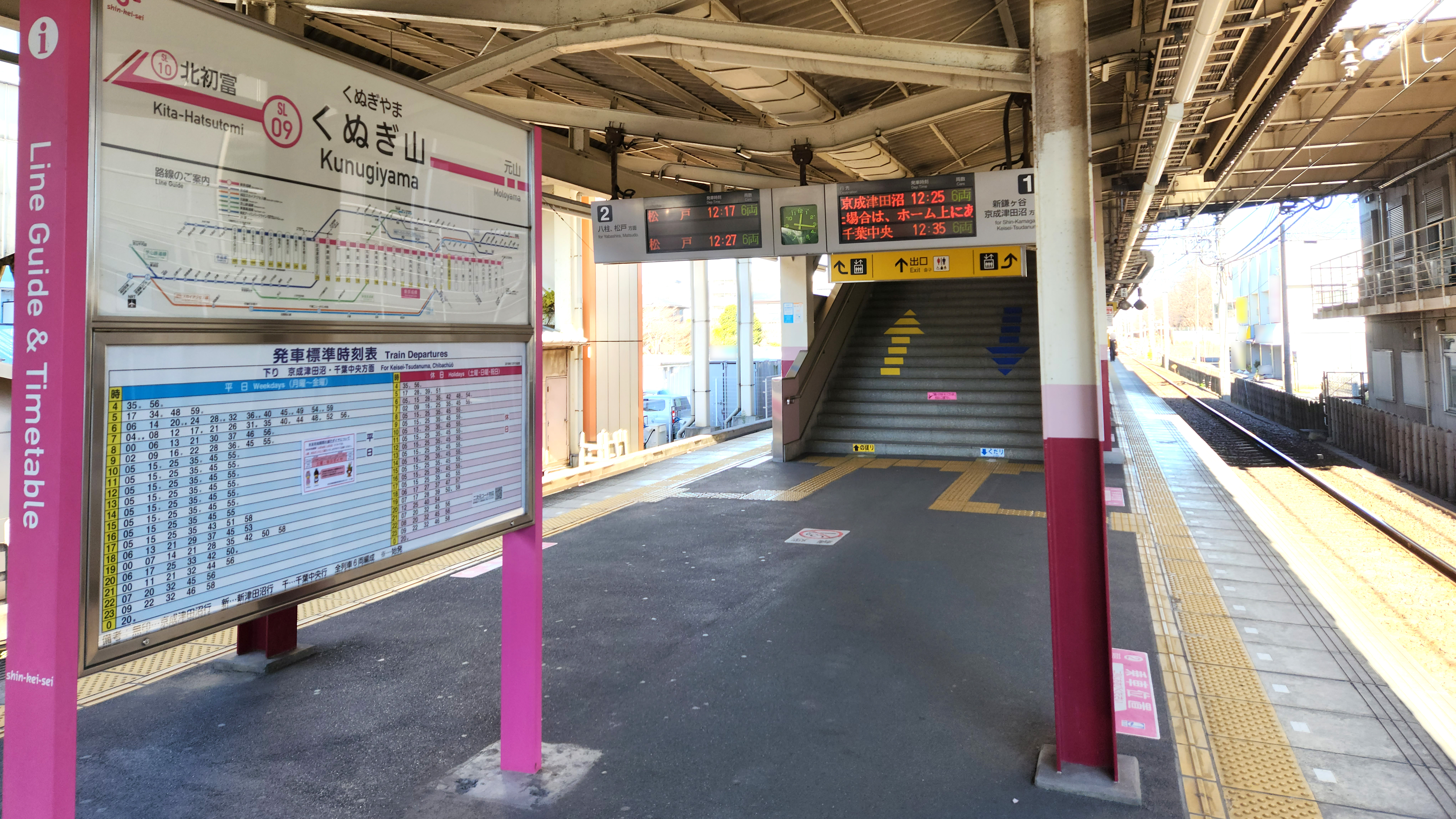
月台（2023年1月）
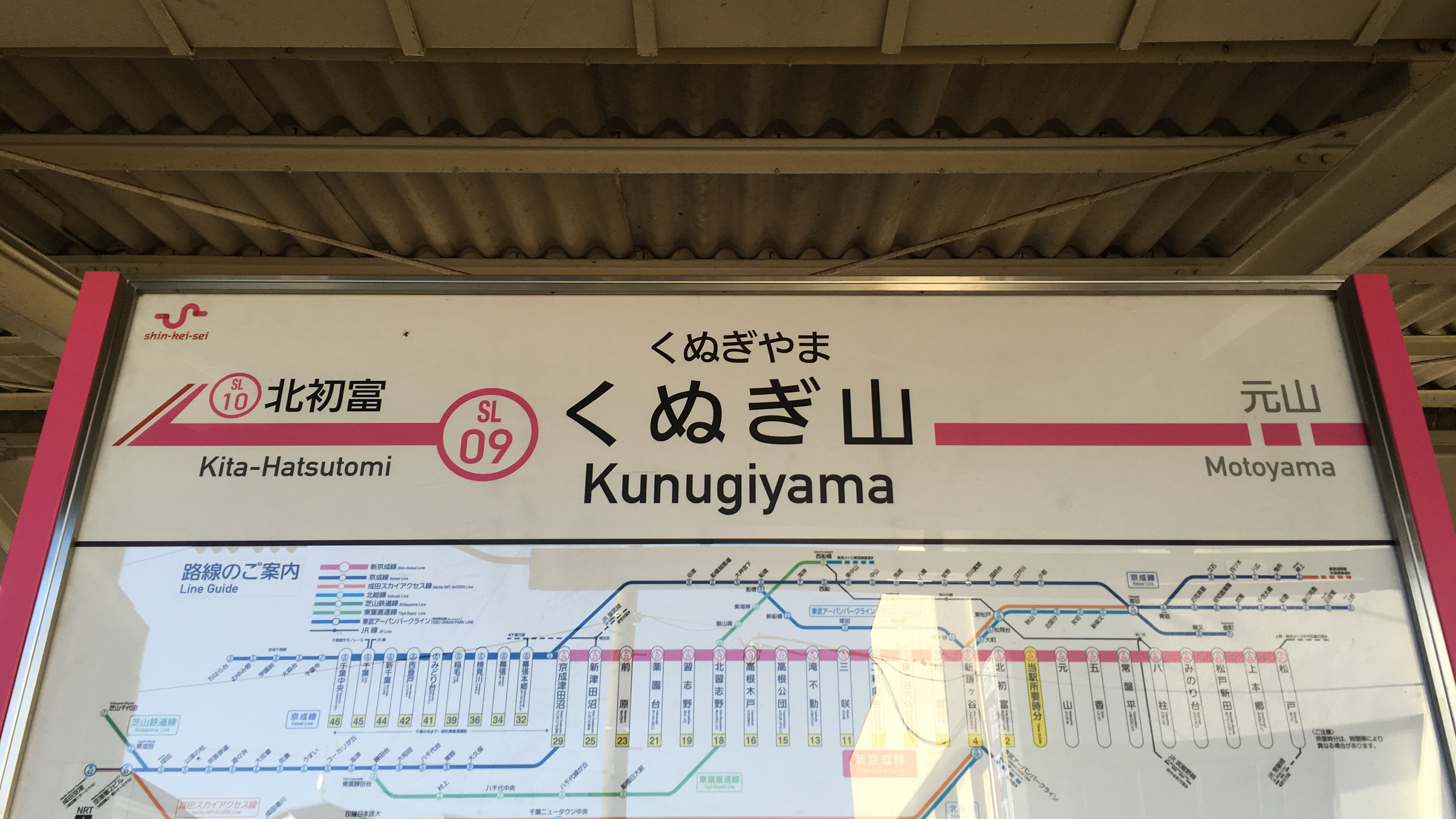
站名牌（2015年12月）

## 使用情況
2018年度的一日平均上下車人次為7,324人，在新京成線（当时）內排行第20位。
近年的一日平均上車人次推移如下表。
| 年度               | 一日平均 上車人次 |
| ------------------ | ----------------- |
| 2007年（平成19年） | 3,322             |
| 2008年（平成20年） | 3,376             |
| 2009年（平成21年） | 3,366             |
| 2010年（平成22年） | 3,312             |
| 2011年（平成23年） | 3,335             |
| 2012年（平成24年） | 3,467             |
| 2013年（平成25年） | 3,511             |
| 2014年（平成26年） | 3,521             |
| 2015年（平成27年） | 3,510             |
| 2016年（平成28年） | 3,512             |
| 2017年（平成29年） | 3,633             |

## 相鄰車站
京成電鐵
 松戶線
元山（KS81）－櫟山（KS80）－北初富（KS79）

## 外部連結
- 櫟山｜電車與車站資訊｜京成電鐵